# قشلة كركوك
قشلة كركوك هو مبنى تاريخي وآثري قديم كان بمثابة المقر العسكري لقوات جيش الدولة العثمانية في مدينة كركوك بالعراق، ولقد تم إنشاء مبنى القشلة حسب الأوامر السلطانية العثمانية سنة 1863م، ويقع مبنى القشلة في مركز مدينة كركوك وتبلغ مساحته 24,282 م2.
ويعود تاريخ بناء القشلة إلى عهد السلطان عبد العزيز خان العثماني، وكلمة القشلة هي كلمة من اللغة التركية تعني المكان الذي يمكث فيه الجنود بالشتاء، وهي تعني المشتى أي المكان الذي يقي الإنسان من تقلّبات الجوّ، ثم خصّصت لاقامة الجنود وقت السلم، أي ما معناه الثكنة العسكرية أو المعسكر كما يطلق عليه الآن.
وهذه الثكنة أحتضنت في داخلها آنذاك آلاف الجنود والإداريين والمسؤولين عنهم ومخازنهم ومستودعاتهم، حيث كانت دائرة مدنية عسكرية في الدولة العثمانية.
وأجرت مؤسسة الاثار في كركوك ترميمات على مبنى القشلة وأصبحت القشلة تستخدم كمركز ثقافي وكمتحف.

## التسمية
القشلة كلمة أصلها تركية مُحرفة من قيشلاق بمعنى المشتى أي المكان الذي يستفاد من ماءه وكلاه في موسم الشتاء، أما القشلة في اللغة الغربية فيعني العسكر أو المعسكر.

## أبواب القشلة
لمبنى القشلة ثلاثة أبواب أحدهما هو الباب الرئيسي المطل على الشارع العام من جهة الجنوب، وأما الآخران فيقعان على الجانب الغربي من البناية، وهذه الابواب أشتهرت بأسماء (بياره قبوسي) بمعنى باب المشاة، و (سواري قبوسي) بمعنى باب الخيالة و (أرقة قبو) أي الباب الخلفي، وكان جناح الخيالة يشغل في حينه حيزا كبيرا من ثكنة الجنود. وقد تم فصل هذا الجزء من بناية القشلة وخصص لأغراض أخرى.

## أنهيار أجزاء من قشلة كركوك 2016
في 8 فبراير، 2016، أنهار الجزء الإمامي من قشلة كركوك، وقد تهدم تقريباً 12 متر من القشلة وقال مدير آثار كركوك اياد طارق في تصريح لوكالة باسنيوز «إنه رغم تكرار المناشدات والمطالبات بإعادة ترميم وتأهيل المعلم الأثري لمبنى القشلة، إلا أن إهمال الجهات الحكومية أدى إلى سقوط الجزء الأمامي منها بعد ظهور تشققات كبيرة في جدار البناء التاريخي».، وحذر طارق من «انهيار مبنى القشلة في حال عدم معالجة ذلك»، داعيا الحكومة إلى «الإسراع في معالجة هذا الامر لان القشلة تعتبر واحدة من أهم معالم كركوك وتحوي مديرية آثار كركوك ومتحفين».
وقد حَذرت الثقافة من أنهيار مبانِ أثرية أخرى بعد قشلة كركوك.